# Tomel japonský

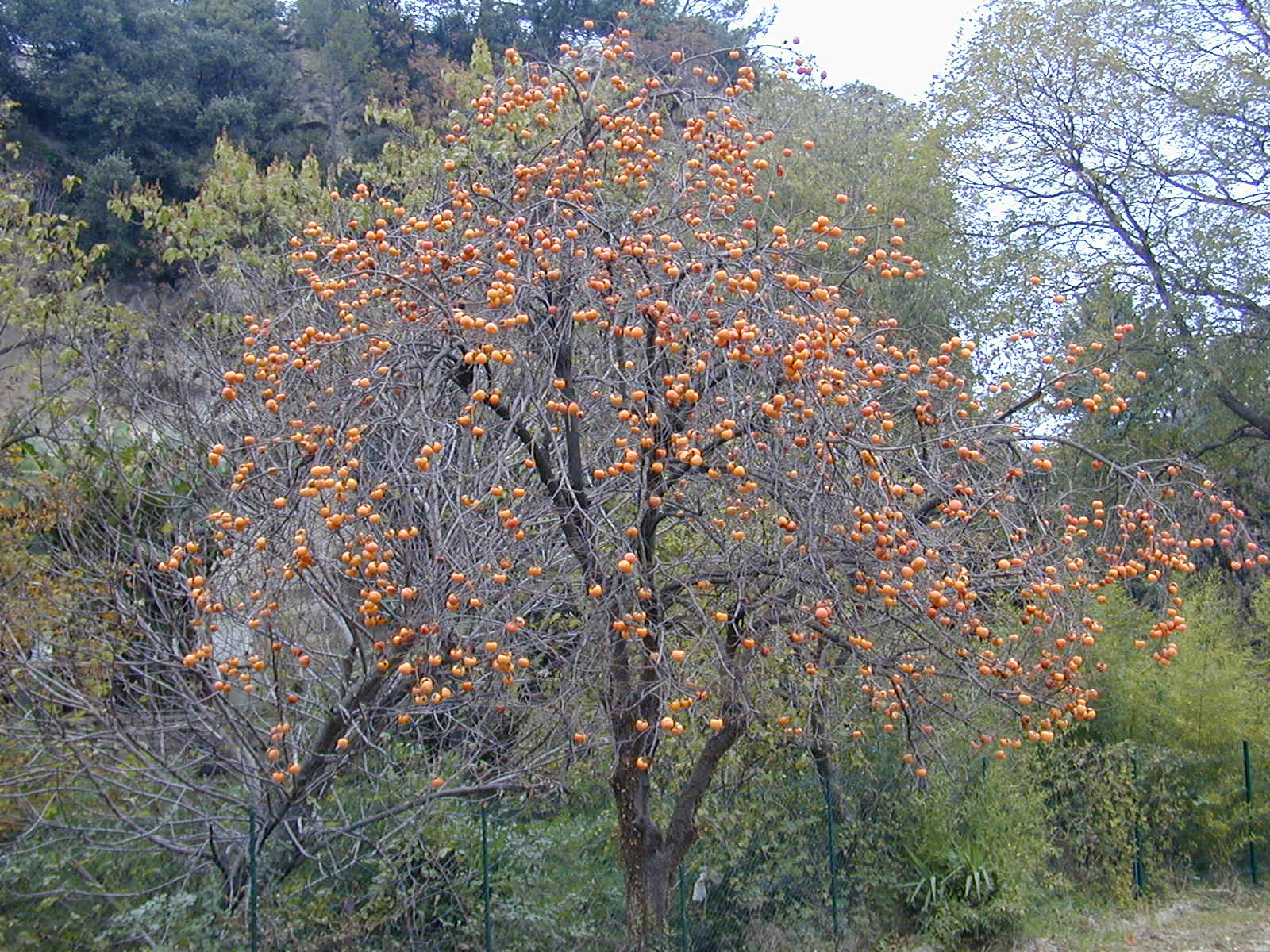
Plody obsypaný strom

Tomel japonský (Diospyros kaki, japonsky 柿の木 [kaki no ki]) je subtropický strom pěstovaný pro chutné ovoce, pro které se v České republice používá obchodní jméno kaki. Nejčastěji to jsou dvoudomé rostliny, které pro vytvoření plodů potřebují k opylení samičí i samčí jedince.

## Rozšíření
Druh pochází z Číny, Myanmaru a severu Indie, odkud se dostal do Koreje, Japonska a na Tchaj-wan, postupně byl rozšířen do celé jižní a západní Asie, na sever Afriky, do okolí Černého moře a do teplejších oblastí Severní a Jižní Ameriky i na sever Austrálie. Je vysazen také na evropském středomořském pobřeží a místně i ve Střední Evropě. V chladnějších oblastech se pěstuje na podnožích tomelu obecného nebo tomelu viržinského, které jsou odolnější vůči chladu.

## Ekologie
Pro bezproblémový růst a tvorbu plodů potřebují úrodnou, hlubokou, hlinitopísčitou a dobře odvodněnou půdu. Mladé rostliny musí mít hojnou zálivku, ale starší nesnášejí vlhká stanoviště. Škodí jim dlouhodobý pokles teploty k 0 °C a málo plodů vytvářejí ve vlhkých tropických nížinách.

## Popis
Tomel japonský je strom dorůstající do výšky okolo 15 m s otevřenou, kulatou korunou, nebo ojediněle řídký keř vysoký do 5 m. Má poměrně hluboko sahající kůlovitý kořen, ze kterého vyrůstají výmladky. Kůra kmene i větví je šedá nebo nahnědlá a je pokrytá světlými lenticelami. Mladé výhony, vejčité pupeny a větvičky s květy jsou hustě chlupaté. Střídavě vyrůstající listy mají chlupaté, hnědé, asi 2 cm dlouhé řapíky a jejich tuhé, lesklé čepele bývají dlouhé 10 až 20 cm a široké 5 až 10 cm. Listové čepele jsou široce oválné, u báze uťaté a na vrcholu špičaté, po obvodě celokrajné, na líci tmavozelené a lesklé, zespodu jsou šedavé a mají pět párů žilek; na podzim se před opadem zbarvují sytě žlutě, oranžově neb červeně.
Obvykle mají stromy jen samčí nebo jen samičí květy, někdy se však vyskytnou na samčích stromech i květy samičí a oboupohlavné, stejně tak i na samičích květy samčí a oboupohlavné.
Čtyřčetné květy vyrůstající na 1 cm stopkách z paždí listů. Samičí květy rostou jednotlivě a nejčastěji na loňských letorostech, mají vytrvalý kalich a zvonkovitou, nažloutlou korunu 10 až 15 mm velkou, svrchní semeník, chlupatou čnělku a 8 zakrslých patyčinek. Samčí květy jsou menší, jsou sdružené po dvou až pěti ve vrcholících, mají zelený kalich stejně velký jako bílou korunu velkou 5 až 10 mm a obsahují 14 až 24 chlupatých tyčinek ve dvou kruzích.
Květy rozkvétají v dubnu a květnu, opylovány jsou hmyzem. Plodem je zploštělá nebo vejčitá bobule 5 až 10 cm velká, která je v době zralosti zbarvená oranžově, nahnědle nebo načervenale a u stopky má vytrvalý kalich. Endokarp plodů je hladký a ojíněný, mezokarp je oranžová dužina mazlavé konzistence, obsahuje čtyři až osm hnědých, elipsoidních, zploštělých semen až 2 cm dlouhých. Plody dozrávají na konci podzimu, obvykle až po opadu listů, u nevyzrálých je dužina vzhledem k velkému obsahu tříslovin tvrdá a trpká.

## Význam
Tomel japonský se pěstuje pro plody obsahující hodně vitamínu C. Konzumují se čerstvé nebo se suší, zmrazují a vyrábějí se z nich marmelády a sirupy. Strom poskytuje tvrdé a žluté dřevo vhodné pro intarzie, které má ale nepříjemnou vůni. Bylo vyšlechtěno množství kultivarů, z nichž některé neobsahují semena nebo samičí květy tvoří plody i bez opylení.

## Pěstování
Přirozeně se rostliny rozmnožují kořenovými výhonky nebo semeny roznášenými ptáky. Při pěstování na plantážích se na mladé semenáčky roubují vyšlechtěné kultivary. Pro zajištění řádného opylení květů se vysazuje jeden samčí strom na osm samičích a rozmísťují se dva úly se včelstvy na plochu 1 hektaru. V závislost na odrůdě je nutno pro zachování kvality a množství plodů stromy pravidelně prořezávat. Strom začíná plodit okolo pěti let věku, plně vzrostlý poskytne 150 až 250 kg plodů.

## Galerie

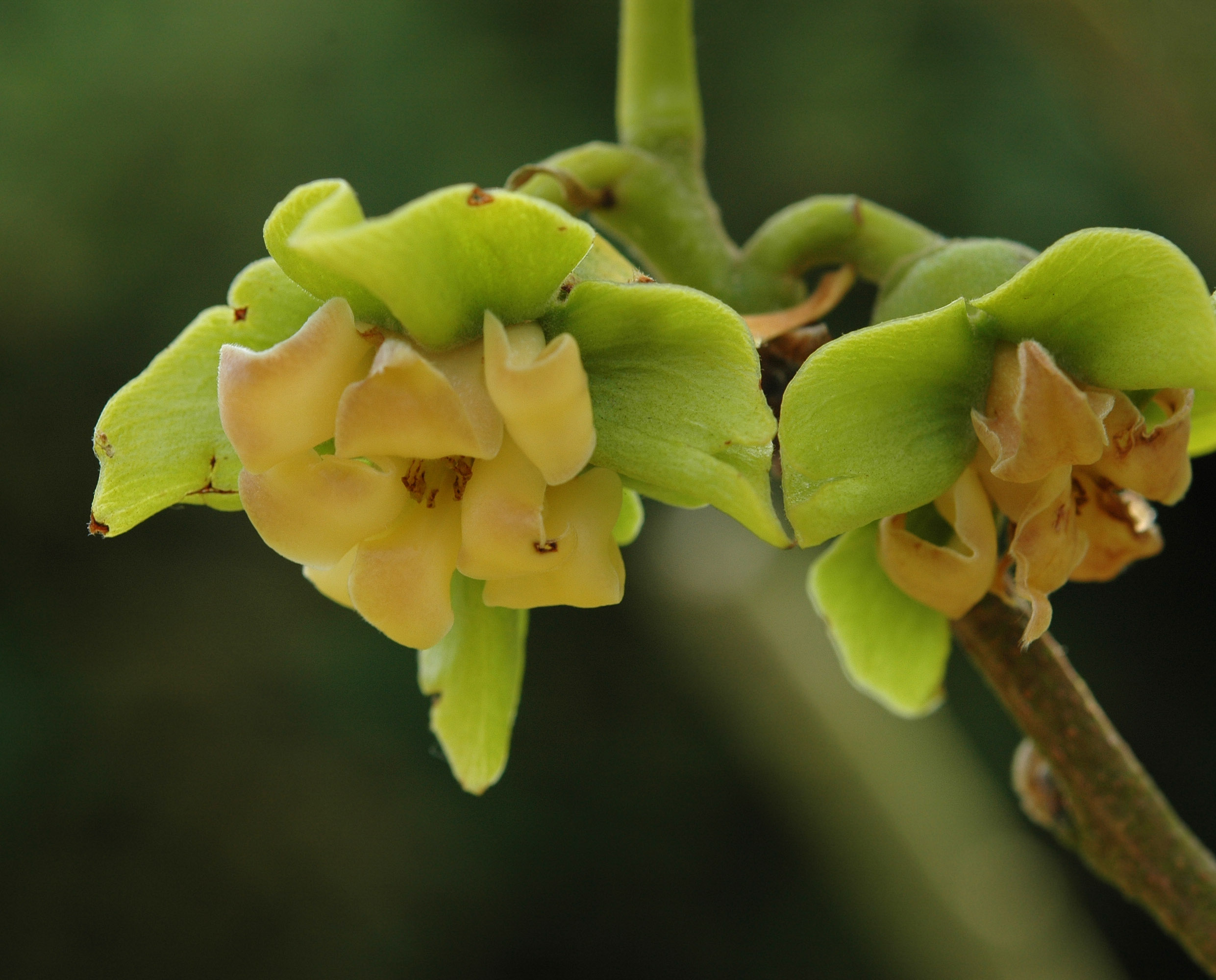
Samičí květy
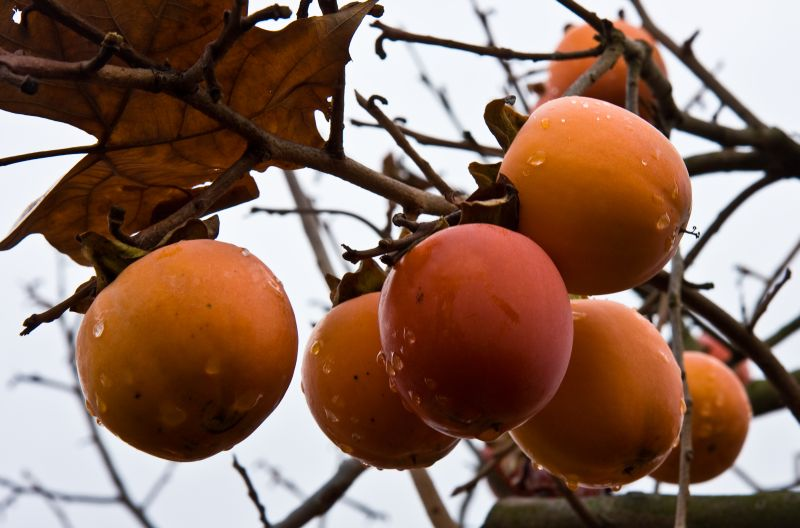
Zrající plody
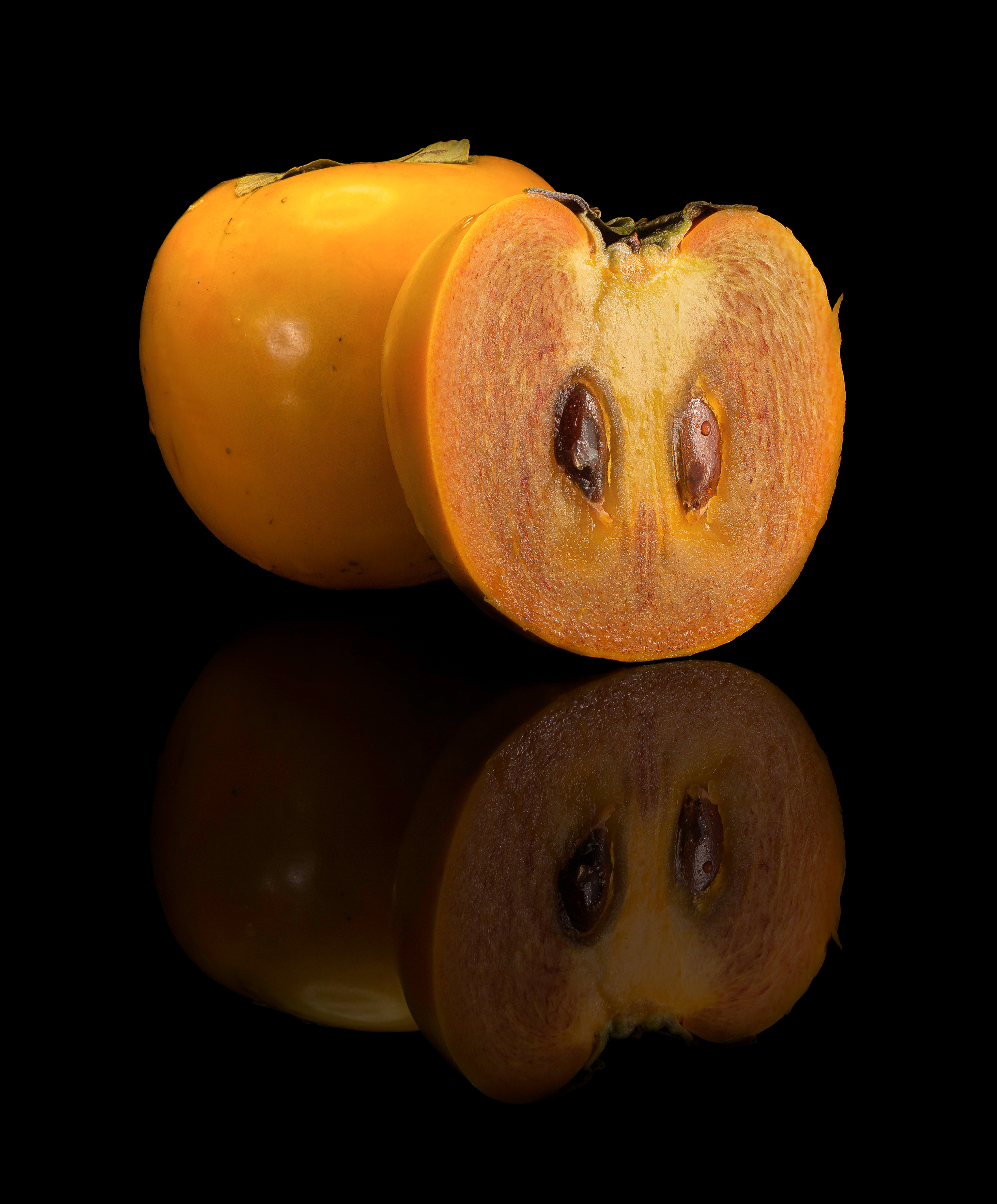
Plody
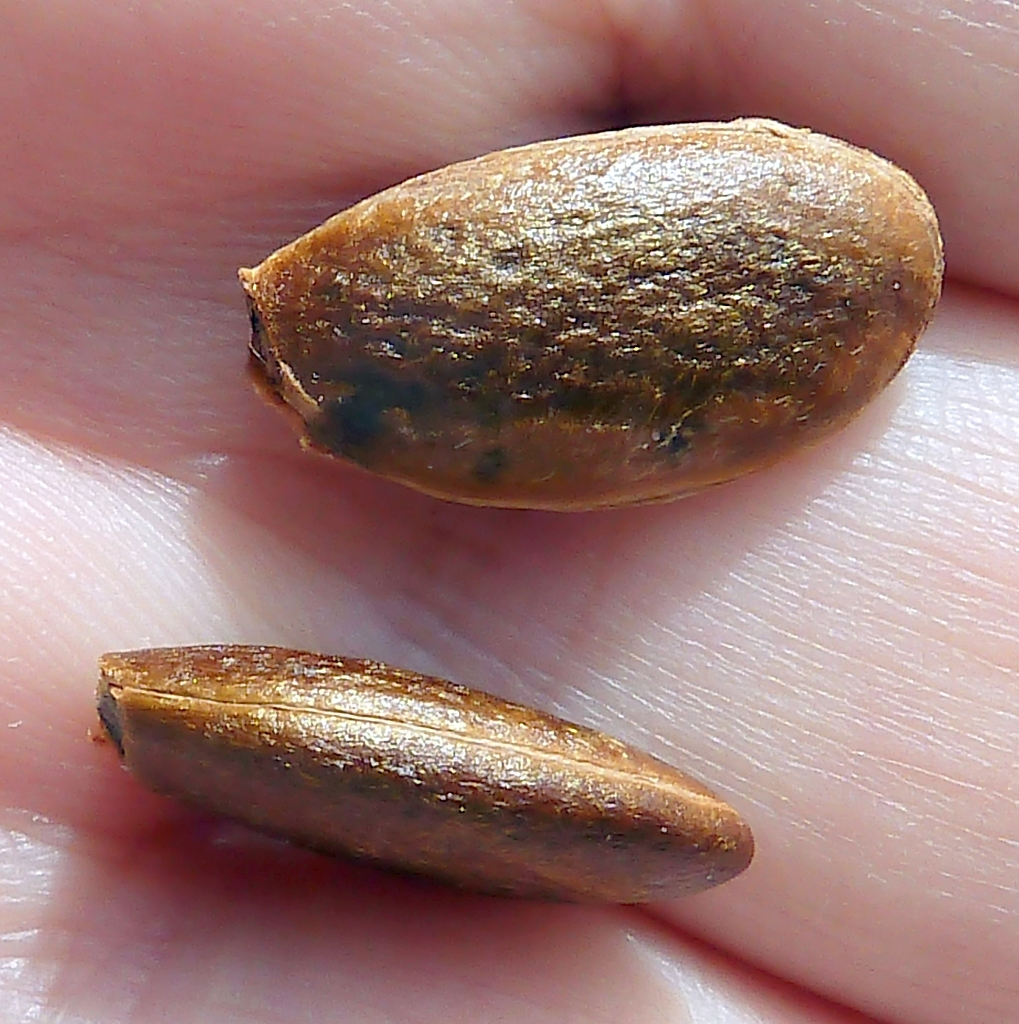
Semena